# Eleições parlamentares europeias de 2014 (Áustria)
As eleições parlamentares europeias de 2014 na Áustria, realizadas a 25 de Maio, serviram para eleger os 18 deputados do país para o Parlamento Europeu.
O vencedor destas eleições foi o Partido Popular Austríaco, membro do Partido Popular Europeu, com, cerca de, 27% dos votos e 5 deputados eleitos.

## Resultados Nacionais
| Partido                 | Partido                          | Votos     | %               | +/-   | Deputados | +/-     |
| ----------------------- | -------------------------------- | --------- | --------------- | ----- | --------- | ------- |
|                         | Partido Popular Austríaco        | 761 896   | 26,98 / 100,00  | 3,00  | 5 / 18    | 1       |
|                         | Partido Social-Democrata         | 680 180   | 24,09 / 100,00  | 0,35  | 5 / 18    | 1       |
|                         | Partido da Liberdade da Áustria  | 556 835   | 19,72 / 100,00  | 7,01  | 4 / 18    | 2       |
|                         | Os Verdes - Alternativa Verde    | 410 089   | 14,52 / 100,00  | 4,59  | 3 / 18    | 1       |
|                         | NEOS - A Nova Áustria            | 229 781   | 8,14 / 100,00   | Novo  | 1 / 18    | Novo    |
|                         | EU - STOP                        | 77 897    | 2,76 / 100,00   | Novo  | 0 / 18    | Novo    |
|                         | Europa Diferente                 | 60 451    | 2,14 / 100,00   | Novo  | 0 / 18    | Novo    |
|                         | Os Conservadores Reformistas     | 33 224    | 1,18 / 100,00   | Novo  | 0 / 18    | Novo    |
|                         | Aliança para o Futuro da Áustria | 13 208    | 0,47 / 100,00   | 4,11  | 0 / 18    | Estável |
| Votos Inválidos         | Votos Inválidos                  | 85 936    | 2,95 / 100,00   | 0,88  |           |         |
| Total                   | Total                            | 2 909 497 | 100,00 / 100,00 |       | 18 / 18   | 1       |
| Eleitorado/Participação | Eleitorado/Participação          | 6 410 602 | 45,39 / 100,00  | 0,48  |           |         |
| Fonte                   | Fonte                            | [ 2 ]     | [ 2 ]           | [ 2 ] | [ 2 ]     | [ 2 ]   |